# Thespiae
Thespiae (Oudgrieks: Θεσπιαί, Thespiaí) was een Oud-Griekse stad in Boeotië. Het stond aan de voet van een lage keten van heuvels die oostwaarts van de voet van de Helikon naar Thebe loopt.
Volgens Pausanias was Eros de meeste vereerde godheid in Thespiae, wiens primitief beeld een onbewerkte steen was. De stad bevatte vele kunstwerken, waaronder de Eros van Praxiteles, een van de bekendste standbeelden in de oudheid. Het bracht een menigte aan mensen naar Thespiae. Het was door Caligula naar Rome gehaald, hersteld door Claudius en door Nero teruggebracht. Er was ook een bronzen standbeeld van Eros door Lysippos. De Thespianen vereerden ook de muzen en vierden een festival ter ere van hen in de heilige boomgaard op de Helikon. De ruïne van wat vermoedelijk de oude citadel was, kan men nog zien en bestaat uit een langwerpige of ovale versterkingslijn, die stevig en regelmatig gebouwd was. Op het aangrenzende terrein in het oosten en het zuiden kan men nog vele funderingen zien, die getuigen van de uitgestrektheid van de oude stad.
In 1882 werden de overblijfsel van een graf, inclusief een kolossale stenen leeuw, op de weg naar Leuctra ontdekt. Het graf (5e eeuw v.Chr.) is vermoedelijk dat van de Thespianen die in de slag bij Plataeae sneuvelen, daar degenen die vielen in de slag bij de Thermopylae op het slagveld zelf waren begraven.

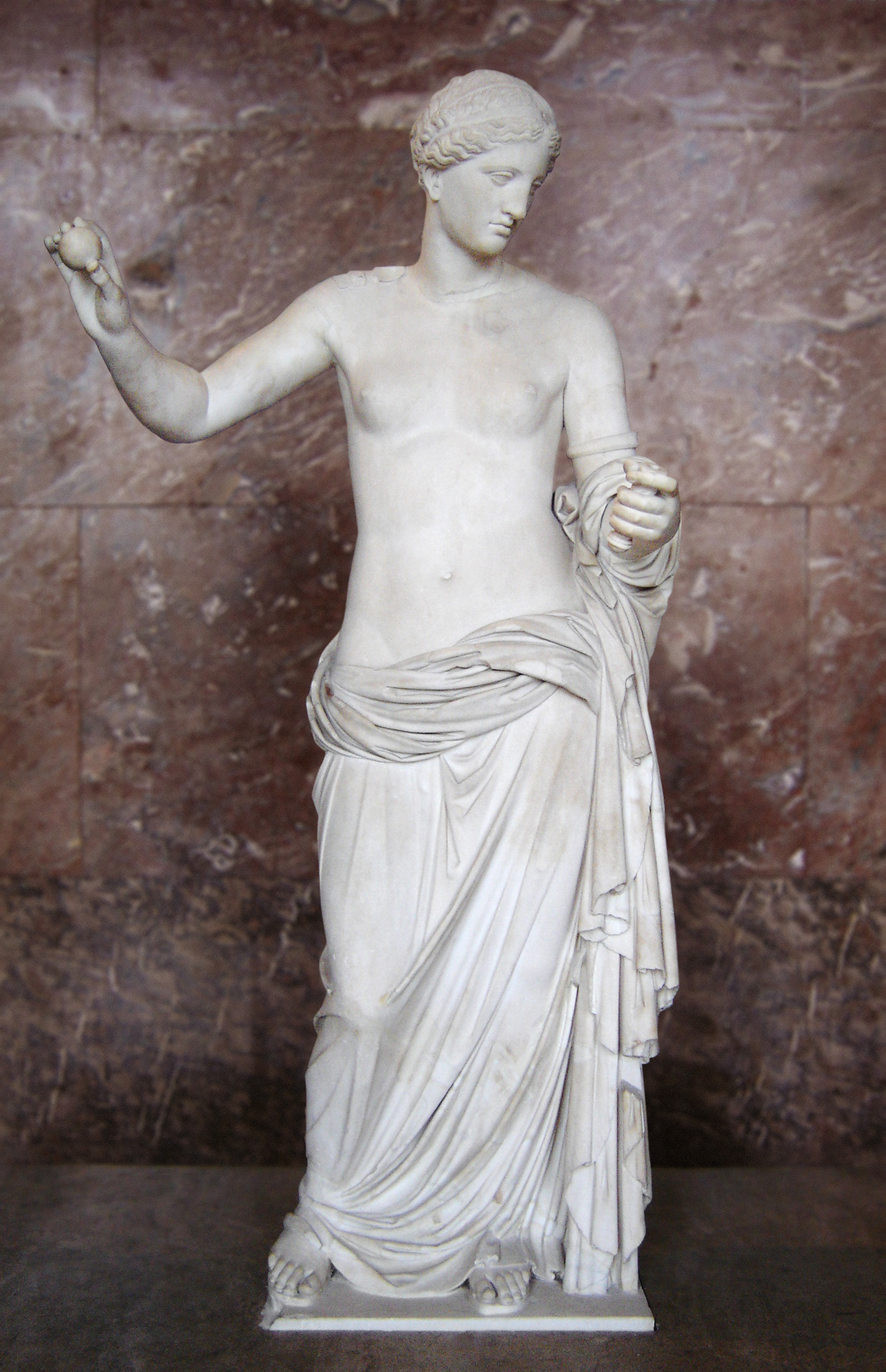
De "Venus van Arles", waarvan o.a. Adolf Furtwängler meent dat het een kopie is van de Aphrodite van Thespiae (Louvre, Ma 439/MR 365).

Thespiae wordt vaak gezien als een historische vijand van Thebe. Net als haar rivaal Thebe had Thespiae polemarchoi als ambtenaren waren er polemarchoi. Zo zou Demetrius Poliorcetes de historicus Hieronymus van Cardia benoemen tot polemarchos van de stad. Tijdens de Perzische invasie van 480 v.Chr. was het een van de weinige steden in Boeotië om het voorbeeld van de Thebanen af te keuren en zevenhonderd mannen met Leonidas naar de Thermopylae te sturen. Nadat de stad door Xerxes I was platgebrand, stuurden de overgebleven inwoners een contingent van 1800 mannen naar het geconfedereerde Griekse leger te Plataeae. Tijdens de Atheense invasie in Boeotië in 424 v.Chr. leed het Thespiaanse contingent van het Boeotische leger zware verliezen in de slag bij Delium en in het volgende jaar profiteerden de Thebanen van deze tijdelijke verzwakking om hun buren van vriendschap met Athene te beschuldigen en om hun muren te ontmantelen. In 414 v.Chr. grepen de Thebanen weer in om een democratische opstand te onderdrukken.
In de Korinthische oorlog koos Thespiae partij voor Sparta en diende tussen 379 en 372 v.Chr. herhaaldelijk voor de Spartanen als een uitvalsbasis tegen Thebe. In het laatstgenoemde jaar werden zij door de Thebanen veroverd en gedwongen een contingent naar de slag bij Leuctra in 371 v.Chr. te sturen. Het was vermoedelijk spoedig na deze slag dat de Thebanen van hun nieuw overwicht gebruik maakten om Thespiae te vernietigen en om haar inwoners in ballingschap te drijven. De stad werd later herbouwd. In 171, volhardend in haar anti-Thebaans beleid, zocht het de vriendschap van Rome. Het werd daarop door Strabo een plaats van enige omvang en door Plinius maior een vrije stad genoemd.
Misschien wel de beroemdste inwoner van Thespiae was de hetaere Phryne, de muze van Praxiteles, die model stond voor zijn Aphrodite van Knidos en zelf een Aphrodite-beeld schonk aan het heiligdom van Eros en een beeld van haarzelf die elk aan een zijde van Eros werden geplaatst. Ook de mythologische figuur Narcissus zou uit Thespiae afkomstig zijn. Ook van de schilder Polygnotus moet de stad werken hebben bezetten, want we vernemen bij Plinius dat Pausias zijn schilderingen hersteld.
Hoewel burgers van Thespiae Thespianen worden genoemd, verwijst het woord "Thespiaan" in de betekenis van 'acteur' niet naar een inwoner van deze stad, maar is het afgeleid van de legendarische eerste acteur Thespis.